# Religulous
Religulous és una pel·lícula documental estatunidenca del 2008 escrita i protagonitzada pel comediant Bill Maher i dirigida per Larry Charles. El títol de la pel·lícula és un portmanteau derivat de les paraules religiós i ridícul. El documental
examina i desafia la religió i la creença religiosa.

## Contingut
S'explora una sèrie d'opinions sobre diverses religions del món mentre Bill Maher viatja a nombroses destinacions religioses, com ara Jerusalem, la Vaticà i Salt Lake City, entrevistant els creients de diferents orígens i grups. Aquests inclouen un antic membre de Jueus per Jesús, cristians, musulmans, antics mormons i jueus hassídics. Maher viatja a Speakers' Corner a Hyde Park (Londres), on "predica" creeències de la cienciologia.
Maher també fa un recorregut pel Museu de la Creació i la Holy Land Experience.

## Repartiment
Totes les persones que apareixen com a elles mateixes:
- Bill Maher
- Francis Collins
- Jeremiah Cummings[8]
- Pastor John Westcott[9]
- Dean Hamer
- Ray Suarez
- Mark Pryor
- Pare George Coyne
- Pare Reginald Foster
- Andrew B. Newberg
- Dovid Weiss
- José Luis de Jesús Miranda
- Ken Ham
- Fatima Elatik
- Propa-Gandhi
- Geert Wilders
- Yehuda Etzion

## Producció
Maher va dir que va utilitzar un títol fals A Spiritual Journey per a la pel·lícula per obtenir entrevistes. El creacionista Ken Ham del grup Answers in Genesis, que va aparèixer a la pel·lícula, va criticar el que va anomenar "engany" de Maher per obtenir l'entrevista.
El documental va ser produït per Thousand Words i distribuït per Lions Gate Entertainment. Originalment previst per a una data de llançament internacional coincidint amb les vacances cristianes de la pasqua del 2008 (23 de març), els retards en la postproducció derivats d'una vaga del gremi de guionistes van endarrerir la data de llançament. La pel·lícula es va estrenar finalment el 3 d'octubre de 2008.

## Recepció

### Taquilla
Religulous va tenir una inversió de cap de setmana d'obertura de 3,5 milions de dòlars des d'una estrena de principis de l'1 d'octubre a Los Angeles i Nova York i també una estrena limitada a 502 sales, amb una mitjana de 6.972 dòlars per sala. Com a resultat, la pel·lícula va ocupar el lloc número 10 a la taquilla aquell cap de setmana. Els seus rebuts per pantalla eren gairebé tres vegades els d'una pel·lícula competidora amb la qual s'ha comparat als mitjans de comunicació, la políticament conservadora An American Carol, que va superar Religulous per acabar al 9è lloc el mateix cap de setmana, però tenia una mitjana per sala de només 2.325 $. Només la pel·lícula número 1, Beverly Hills Chihuahua, amb 9.020 dòlars, va tenir una mitjana per pantalla més alta que Religulous.
Durant el segon cap de setmana, Religulous va tenir una caiguda del 35,5% en els ingressos de taquilla i va caure al número 13 amb un import brut de 2.200.000 dòlars a 568 sales de cinema per una mitjana per pantalla de 3.873 dòlars.
Religulous va recaptar més de 13 milions de dòlars després de tenir un pressupost de producció de 2,5 milions de dòlars. El 2019 era el 27è entre els documentals més taquillers dels EUA i va ser el documental més taquiller del 2008.

### Resposta crítica
Religulous va rebre crítiques mixtes i positives. A Rotten Tomatoes la pel·lícula té una puntuació d'aprovació del 69%, basada en 154 crítiques, amb una puntuació mitjana de 6,31/10. El consens crític del lloc diu: "Religulous és divertit i ofensiu en la mateixa mesura, i té com a objectiu menys canviar els cors i les ments que inspirar conversa." A Metacritic la pel·lícula té una puntuació de 56 sobre 100, basada en 31 crítics, "crítiques mixtes o mitjanes".
El crític de cinema Roger Ebert va donar a la pel·lícula una qualificació de tres estrelles i mitja sobre quatre, i va escriure: "Informo fidelment que vaig riure sovint. Pot ser que ho odies, però almenys has estat informat. Potser podríeu gaudir del material sobre altres religions, i desconnecteu-vos quan es discuteix la vostra. Això només és la naturalesa humana".
Robert W. Butler de The Kansas City Star va donar a la pel·lícula una qualificació de tres estrelles, i va comentar: "La pel·lícula és unilateral, menys un argument mesurat que un munt d'espatlles i observacions amb pues. Però també és molt divertida, que supera tota la resta." Owen Gleiberman d’Entertainment Weekly a donar a la pel·lícula una qualificació d'A−, i va escriure: "La pel·lícula també és tan divertida com... bé, l'infern." The Canadian Press va dir que la pel·lícula "ofereix un fort atac de riallades a la més sagrada de les vaques."
Christie Lemire, de l'Associated Press, va escriure: "Si ets ateu o agnòstic, estaràs completament a gust i estaràs encantat d'acompanyar a Maher mentre recorre el món preguntant a la gent sobre la seva fe... a tot arreu, des de Jerusalem fins al Vaticà fins a Amsterdam, on troba no només el Ministeri de Cànnabis, sinó també un bar gai musulmà (amb dues persones)." John Anderson de Newsday va escriure: "molt d'això és divertit, perspicaç i que provoca reflexions. Però, certament, no dona cap mena de garrotades als religiosos."
El documental va rebre algunes crítiques negatives, amb Rick McGinnis de Metro concloent que, "Maher està predicant al cor amb una deshonestedat no dissimulada que només els veritables creients perdonaran". James Berardinelli va escriure: "Si el tema de la religió és tan important per a Maher com ell afirma durant els seus comentaris finals, llavors hauria d'haver seguit aquestes paraules amb accions i fer una pel·lícula que és més que una suma d'entrevistes no autèntiques, despotricaments i observacions òbvies. El cor pot cantar amb Maher, però la resta dels que veuran aquesta pel·lícula cantaran el blues." Nick Schager de Slant Magazine la va anomenar una "dissecció aspirant a atea de la fe moderna."
En una ressenya per a The New York Times, Stephen Holden assenyala que quan Maher "passa del cristianisme evangèlic al judaisme i l'islam, el seu to es torna incert i el seu ritme entretallat". Sam Greenspan argumenta que "els jueus semblaven ser manipulats amb guants de nens" per Maher.
En la seva ressenya, Stephen Holden també va escriure que "la pel·lícula té la mateixa estructura solta, a la carretera" que la pel·lícula anterior de Larry Charles Borat: Cultural Learnings of America for Make Benefit Glorious Nation of Kazakhstan i va comentar: "Gran part de la pel·lícula del Sr. Maher és extremadament divertida d'una manera igualment irreverent i desenfrenada." Claudia Puig d’USA Today va escriure: "els que tenen gust pels irreverents l'humor i l'anàlisi clara ho trobaran divertit, aclaridor i inquietant." Kirk Honeycutt de The Hollywood Reporter va caracteritzar la pel·lícula com "Un atac sovint hilarant però implacablement superficial al fonamentalisme religiós de l'humorista Bill Maher".
Louis Peitzman del San Francisco Bay Guardian va escriure que "Ni tan sols importa que faci tot el possible per ser ofensiu, ja que és prou divertit com per aconseguir-ho." Scott Indrisek va escriure a Style.com que: "Religulous es guanya moltes de les seves rialles amb una edició hàbil, amb les entrevistes de Maher animades per clips de vídeo".
Ben Kenigsberg de Time Out New York va donar a la pel·lícula una qualificació de tres de sis estrelles, i va escriure: "Les pitjors escenes de Religulous són espantoses pels seus mètodes; les millors són horribles per la seva informació."
Harry Forbes de Catholic News Service va condemnar la pel·lícula, considerant-la "moralment ofensiva."

### Reconeixements
El 18 de maig de 2009, el 18 de maig de 2009, el 18 de maig de 2009, la 3a edició dels Premis del Grup d'Investigació Independent va lliurar un premi a Religulous que reconeixia la promoció de la ciència i el pensament crític. A l'XLI Festival Internacional de Cinema Fantàstic de Catalunya va rebre el diploma de no ficció del Premi Noves Visions.

## Lançament de DVD
Lions Gate Entertainment va llançar la pel·lícula en DVD el 17 de febrer de 2009. Les característiques especials del DVD inclouen un comentari amb Bill Maher i el director Larry Charles, escenes suprimides i va ampliar monòlegs de Bill Maher d'arreu del món que van ser editats o no inclosos a la pel·lícula.

## Possible seqüela
El 4 de gener de 2015, Maher va tuitejar una foto d'ell mateix i del seu director Larry Charles amb el títol: "El director Larry Charles al viatge a Hawaii d'aquest any... es va parlar de "Religulous II"?", suggerint la possibilitat d'una seqüela.